# Zengő
Zengő – najwyższy szczyt niewysokich gór Mecsek zlokalizowanych w południowych Węgrzech. Wysokość 682 m n.p.m. podawana jest dość powszechnie na oficjalnych mapach, czasami spotyka się również wysokość 664 m n.p.m. Szczyt, stanowiący znaczne wyniesienie ponad otaczającą okolicą, z wyglądu przypominający nieco niższe wierzchołki Beskidu Wyspowego, pokryty jest jednak lasem liściastym, a nie szpilkowym.

## Geologia
Zengő zbudowany jest ze skał wapiennych, pochodzących z ery mezozoicznej (głównie jura) z dodatkiem piaskowców. Pod serią wapienną leżą piaskowce pochodzące z permu i triasu. Cała seria skał osadowych usytuowana jest na krystalicznym podłożu pochodzącym z wcześniejszych epok.

## Flora i fauna
Cały szczyt, aż do podnóży, pokryty jest lasem liściastym, głównie bukowym, z domieszką dębu i jawora. Niekiedy, szczególnie w dolnych partiach, spotyka się też lipę. W lesie spotkać można dziki i jelenie, a także rozmaite gatunki ptaków. Z drobnych zwierząt występują, głównie na podgórskich polanach, rozmaite gatunki jaszczurek.

## Turystyka
Z turystycznego punktu widzenia Zengő jest najwybitniejszym a zarazem najatrakcyjniejszym chyba wierzchołkiem w południowych Węgrzech. Szczyt jest łatwo dostępny turystycznie, prowadzą też na niego znakowane ścieżki. Najdogodniejszym punktem wyjścia na szczyt jest turystyczna wioska Hosszúhetény, zlokalizowana po południowej stronie wierzchołka. Alternatywnymi punktami startu są wioski Pécsvárad, zlokalizowana po południowo-wschodniej stronie wierzchołka, lub też Púspökszentlászló zlokalizowana po północnej stronie wierzchołka. Ze względu na brak jakiejkolwiek polskojęzycznej literatury w tym zakresie podaje się poniżej opis drogi wejściowej. Na wierzchołku znajduje się szpecąca go betonowa wieża widokowa, na górną platformę której wchodzi się po czterech kolejnych metalowych drabinkach. Z platformy widokowej roztacza się szeroka panorama. Obok wierzchołka znajdują się ruiny starej budowli.

## Droga wejściowa z Hosszúhetény
Droga bardzo łatwa; znaki: zielony kwadrat na białym tle, potem niebieski trójkąt na białym tle; czas wejścia 1:50 h, zejścia 1:20 h.
Ze skrzyżowania w centrum wioski (znajduje się tutaj duże tablo z planem miejscowości) idziemy przez wieś główną drogą asfaltową biegnącą w kierunku północnym, w stronę wyraźnej przełęczy między Zengő a leżącym na zachód od niego niższym szczytem z lotniczą radiolatarnią widoczną na wierzchołku. Trasa jest znakowana zielonymi kwadratami na białym tle. Wkrótce zabudowania kończą się, a droga zmienia się w szutrową. Po ok. 2 km przechodzimy przez mostek na prawą (orograficznie lewą) stroną potoku i wkrótce od szerokiej drogi szutrowej odgałęzia się dróżka polna biegnąca w skos w górę przez las (od startu 30 min.). Tą dróżką około 100 m w górę, gdzie po prawej stronie odchodzi pod kątem 90 stopni biegnąca w las nikła ścieżka (uwaga na znaki !). Ścieżka ta znakowana jest niebieskim trójkątem na białym tle. Ścieżka tą, która wkrótce staje się całkiem wyraźna idziemy łagodnie w górę dnem bocznej dolinki wśród starego, bukowego lasu z dodatkiem jaworów i dębów. Po niespełna 1 h dochodzimy do sztucznie wykraczowanej polany, a na jej górnym końcu natrafiamy na szeroką drogę leśną. Drogą tą w lewo (zauważamy, obok dotychczasowego, znakowanie drogi żółtym trójkątem na białym tle) początkowo łagodnie potem bardziej stromo na grań. Grania tą w prawo, łagodnie w górę, mijając po lewej stronie stary pomnik z wizerunkiem Chrystusa Ukrzyżowanego, na wierzchołek. Krzyżują się na nim szlaki w kolorze biało-żółto-białym prowadzące z wiosek Pécsvárad oraz Púspökszentlászló.
W zejściu schodzić można cały czas drogą leśną za znakami w postaci żółtych trójkątów na białym tle. Szlak ten jest krótszy od opisanego powyżej, lecz dość mylny i ze względu na liczne rozgałęzienia dróg i ścieżek wymaga uwagi na znaki.

## Problem radaru NATO
W 2005 roku rząd węgierski ogłosił plany budowy wielkiego, dalekosiężnego radaru wojskowego NATO i umieszczenia go na wierzchołku Zengő.
Plany te, prowadzące do dewastacji środowiska naturalnego wierzchołka oraz jego okolicy spotkały się ze zdecydowanym oporem zarówno środowisk ekologicznych i części polityków, jak również i miejscowej ludności. W wyniku tych działań rządowe plany zostały w całości anulowane.

## Inne informacje
W dniu Wielkanocy, po północy na wierzchołek udają się grupy mężczyzn, pochodzących głównie z lokalnych wiosek, lecz także znający lokalny zwyczaj przyjezdni, aby spotkać się i śpiewać pieśni przy rozpalonym ognisku. Powrót na dół następuje jeszcze przed świtem. W nocnym spotkaniu na wierzchołku nie uczestniczą kobiety.